# Ateuchus solisi
Ateuchus solisi – gatunek chrząszcza z rodziny poświętnikowatych i plemienia Ateuchini.
Gatunek ten opisany został w 1996 roku przez Berta Kohlmanna.
Ciało długości od 8,2 do 9,6 mm i szerokości od 5,9 do 6,6 mm, jajowato-owalne i wypukłe, bardzo ciemnobrązowe do czarnego ze słabym, złotozielonym połyskiem na głowie i przedpleczu. Zaokrąglone zęby nadustka są rozdzielone szerokim u samców i umiarkowanie szerokim u samic V-kształtnym wcięciem. Przedplecze całkowicie, ale niezbyt wyraźnie obrzeżone z przodu. Rzędy pokryw wyraźnie wgłębione, u wierzchołka najsilniej. Powierzchnia pokryw i pygidium drobno punktowana, przy czym na pokrywach punkty wyraźne. Samiec ma wewnętrzną torebkę edeagusa wyposażoną w kolce, trzy haczyki i tyleż blaszek wierzchołkowych.
Chrząszcz neotropikalny, znany wyłącznie z Kostaryki.